# Морщихинская (Павловское сельское поселение)
Морщихинская — деревня в Каргопольском районе Архангельской области России. Входит в состав Павловского сельского поселения.

## История
В «Списке населенных мест Российской империи», изданном в 1879 году, населённый пункт упомянут как деревня Каргопольского уезда (1-го стана), при озере Лача, расположенная в 37 верстах от уездного города Каргополя. В деревне насчитывалось 22 двора и проживало 130 человек (62 мужчины и 62 женщины). Действовала православная церковь.
По данным 1905 года имелось 32 дома и проживало 213 человек (108 мужчин и 105 женщин). В административном отношении деревня входила в состав Нокольского общества Калитинской волости. Имелись 21 лошадь, 42 коровы и 96 голов прочего скота.

## География
Деревня находится в юго-западной части Архангельской области, в южной зоне средней тайги, на юго-восточном берегу озера Лача, на расстоянии примерно 30 километров (по прямой) к югу от города Каргополя, административного центра района. Абсолютная высота — 131 метр над уровнем моря.

### Часовой пояс
Морщихинская, как и вся Архангельская область, находится в часовой зоне МСК (московское время). Смещение применяемого времени относительно UTC составляет +3:00.

## Население
| 2002 | 2010 | 2012 |
| ---- | ---- | ---- |
| 22   | ↘12  | ↗13  |

Национальный состав
Согласно результатам переписи 2002 года, в национальной структуре населения русские составляли 100 %.

## Достопримечательности
Церковь Михаила Архангела  Объект культурного наследия № 2940034000  — Деревянная церковь, обшитая тесом, построенная в 1792 году. Представляет собой четверик на подклете с пятигранным алтарем и трапезной. Основной объём храма завершался оригинальной кровлей в виде куба со срезанными углами и пятью главами. На алтарной апсиде храма находилась ещё одна небольшая главка. В советское время церковь была закрыта, венчания сломаны, а храм использовался в качестве клуба.
Колокольня Никольской церкви Объект культурного наследия № 2900000764  — Кирпичная трёхъярусная колокольня, построенная, предположительно, в последней четверти 18-го века. В 1815—1819 годах к колокольне была пристроена новая Богородице-Рождественская церковь, взамен старой, повреждённой пожаром. На колокольне был полукруглый купол, завершавшийся высоким шпилем. В советское время церковь была закрыта и разобрана.
- Церковь Михаила Архангела в августе 2019 года
- Колокольня Никольской церкви в августе 2019 года
- ансамбль Никольской церкви

## Улицы
Уличная сеть деревни состоит из трёх улиц.